# Lissospermum
Lissospermum là chi thực vật có hoa trong họ Acanthaceae.